# Олег Буткевич
Олег Буткевич (біл. Алег Буткевіч; нар. 18 березня 1972, м. Браслав) — білоруський римо-католицький єпископ; з 29 листопада 2013 року єпископ Вітебський.

## Життєпис
Народився 18 березня 1972 року в католицькій сім'ї в Браславі.
Закінчив Білоруський державний аграрний технічний університет. У 1994 році вступив у Вищу духовну семінарію в Гродно, після закінчення якої 13 травня 2000 року був висвячений на священника.
Виконував обов'язки вікарія на парафіях Новополоцька і Міор, обов'язки настоятеля парафії в Бешенковичах і Уллі.
З 2003 року служив настоятелем парафії Святого Антонія Падуанського у Вітебську і очолював деканат Вітебськ-східний.

## Єпископ
Після того, як очільник єпархії Вітебська єпископ Владислав Блін подав у відставку за станом здоров'я, 29 листопада 2013 року Папа Римський Франциск призначив Олега Буткевича новим єпископом Вітебська.
18 січня 2014 року у храмі Ісуса Милосердного у Вітебську відбулася єпископська хіротонія, яку здійснив апостольський нунцій Клаудіо Гуджеротті у співслужінні з архієпископом Мінська-Могильова Тадеушем Кондрусевичем і єпископом Гродно Олександром Кашкевичем.
3 червня 2015 року обраний віце-головою Конференції католицьких єпископів Білорусі.